# Partecipanti al Giro di Svizzera 2023
Elenco dei partecipanti al Giro di Svizzera 2023.
Il Giro di Svizzera 2023 è stata la ottantaseiesima edizione della corsa. Alla competizione presero parte ventitre squadre: le diciotto con licenza UCI World Tour 2023 e cinque squadre UCI ProTeam.
Ciascuna delle squadre è composta da sette ciclisti per un totale di 161 ciclisti.

## Corridori per squadra
Nota: R ritirato, NP non partito, FT fuori tempo, SQ squalificato
| Ineos Grenadiers         | Ineos Grenadiers         | Ineos Grenadiers         | AG2R Citroën Team      | AG2R Citroën Team      | AG2R Citroën Team      | Alpecin-Deceuninck     | Alpecin-Deceuninck     | Alpecin-Deceuninck     |
| ------------------------ | ------------------------ | ------------------------ | ---------------------- | ---------------------- | ---------------------- | ---------------------- | ---------------------- | ---------------------- |
| N°                       | Ciclista                 | Clas.                    | N°                     | Ciclista               | Clas.                  | N°                     | Ciclista               | Clas.                  |
| 1                        | Thomas Pidcock           | 22°                      | 11                     | Felix Gall             | 8°                     | 21                     | Kaden Groves           | 101°                   |
| 2                        | Kim Heiduk               | 60°                      | 12                     | Clément Berthet        | 11°                    | 22                     | Silvan Dillier         | 80°                    |
| 3                        | Michał Kwiatkowski       | 29°                      | 13                     | Mikaël Cherel          | 25°                    | 23                     | Michael Gogl           | 51°                    |
| 4                        | Jhonatan Narváez         | 24°                      | 14                     | Stan Dewulf            | 61°                    | 24                     | Quinten Hermans        | 50°                    |
| 5                        | Magnus Sheffield         | R 5ª                     | 15                     | Jaakko Hänninen        | 110°                   | 25                     | Søren Kragh Andersen   | 93°                    |
| 6                        | Connor Swift             | 85°                      | 16                     | Michael Schär          | NP7ª                   | 26                     | Xandro Meurisse        | 55°                    |
| 7                        | Ben Tulett               | 46°                      | 17                     | Clément Venturini      | 95°                    | 27                     | Kristian Sbaragli      | 64°                    |
| Astana Qazaqstan Team    | Astana Qazaqstan Team    | Astana Qazaqstan Team    | Bahrain Victorious     | Bahrain Victorious     | Bahrain Victorious     | Bora-Hansgrohe         | Bora-Hansgrohe         | Bora-Hansgrohe         |
| N°                       | Ciclista                 | Clas.                    | N°                     | Ciclista               | Clas.                  | N°                     | Ciclista               | Clas.                  |
| 31                       | Aleksej Lucenko          | NP4ª                     | 41                     | Pello Bilbao           | NP7ª                   | 51                     | Max Schachmann         | 14°                    |
| 32                       | Leonardo Basso           | 94°                      | 42                     | Nikias Arndt           | NP7ª                   | 52                     | Matteo Fabbro          | 47°                    |
| 33                       | Samuele Battistella      | 74°                      | 43                     | Filip Maciejuk         | NP7ª                   | 53                     | Marco Haller           | 96°                    |
| 34                       | Fabio Felline            | 88°                      | 44                     | Gino Mäder             | R 5ª (†)               | 54                     | Sergio Higuita         | 43°                    |
| 35                       | Vadim Pronskij           | NP4ª                     | 45                     | Fran Miholjević        | NP7ª                   | 55                     | Jonas Koch             | 63°                    |
| 36                       | Harold Tejada            | 10°                      | 46                     | Johan Price-Pejtersen  | NP7ª                   | 56                     | Jordi Meeus            | 92°                    |
| 37                       | Simone Velasco           | 87°                      | 47                     | Antonio Tiberi         | NP7ª                   | 57                     | Cian Uijtdebroeks      | 7°                     |
| Cofidis                  | Cofidis                  | Cofidis                  | EF Education-EasyPost  | EF Education-EasyPost  | EF Education-EasyPost  | Groupama-FDJ           | Groupama-FDJ           | Groupama-FDJ           |
| N°                       | Ciclista                 | Clas.                    | N°                     | Ciclista               | Clas.                  | N°                     | Ciclista               | Clas.                  |
| 61                       | Ion Izagirre             | 12°                      | 71                     | Rigoberto Urán         | 6°                     | 81                     | Stefan Küng            | NP7ª                   |
| 62                       | Piet Allegaert           | 91°                      | 72                     | Stefan Bissegger       | 49°                    | 82                     | Arnaud Démare          | NP7ª                   |
| 63                       | Bryan Coquard            | NP8ª                     | 73                     | Mikkel Frølich Honoré  | 28°                    | 83                     | Romain Grégoire        | 15°                    |
| 64                       | Simon Geschke            | 53°                      | 74                     | Neilson Powless        | 20°                    | 84                     | Quentin Pacher         | 34°                    |
| 65                       | Jonathan Lastra          | 48°                      | 75                     | Jonas Rutsch           | 83°                    | 85                     | Miles Scotson          | NP7ª                   |
| 66                       | Alexis Renard            | 89°                      | 76                     | Tom Scully             | NP7ª                   | 86                     | Michael Storer         | 17°                    |
| 67                       | Rémy Rochas              | 59°                      | 77                     | Julius van den Berg    | NP7ª                   | 87                     | Samuel Watson          | 100°                   |
| Intermarché-Circus-Wanty | Intermarché-Circus-Wanty | Intermarché-Circus-Wanty | Jumbo-Visma            | Jumbo-Visma            | Jumbo-Visma            | Movistar Team          | Movistar Team          | Movistar Team          |
| N°                       | Ciclista                 | Clas.                    | N°                     | Ciclista               | Clas.                  | N°                     | Ciclista               | Clas.                  |
| 91                       | Biniam Girmay            | NP7ª                     | 101                    | Wout Van Aert          | 31°                    | 111                    | Alex Aranburu          | 26°                    |
| 92                       | Lilian Calmejane         | NP7ª                     | 102                    | Koen Bouwman           | 71°                    | 112                    | Iván García Cortina    | 86°                    |
| 93                       | Rui Costa                | NP7ª                     | 103                    | Rohan Dennis           | NP7ª                   | 113                    | Gorka Izagirre         | 19°                    |
| 94                       | Dries De Pooter          | NP7ª                     | 104                    | Robert Gesink          | 57°                    | 114                    | Mathias Norsgaard      | R 5ª                   |
| 95                       | Adrien Petit             | NP7ª                     | 105                    | Wilco Kelderman        | 4°                     | 115                    | Oier Lazkano           | 54°                    |
| 96                       | Dion Smith               | NP7ª                     | 106                    | Sam Oomen              | 23°                    | 116                    | Lluís Mas              | 67°                    |
| 97                       | Mike Teunissen           | NP7ª                     | 107                    | Mick van Dijke         | 56°                    | 117                    | Gonzalo Serrano        | 69°                    |
| Soudal Quick-Step        | Soudal Quick-Step        | Soudal Quick-Step        | Team Arkéa-Samsic      | Team Arkéa-Samsic      | Team Arkéa-Samsic      | Team DSM-Firmenich     | Team DSM-Firmenich     | Team DSM-Firmenich     |
| N°                       | Ciclista                 | Clas.                    | N°                     | Ciclista               | Clas.                  | N°                     | Ciclista               | Clas.                  |
| 121                      | Remco Evenepoel          | 3°                       | 131                    | Matis Louvel           | NP7ª                   | 141                    | Romain Bardet          | 5°                     |
| 122                      | Kasper Asgreen           | 76°                      | 132                    | Louis Barré            | R 5ª                   | 142                    | Pavel Bittner          | 109°                   |
| 123                      | Mattia Cattaneo          | 30°                      | 133                    | Ewen Costiou           | 32°                    | 143                    | Matthew Dinham         | 40°                    |
| 124                      | James Knox               | 70°                      | 134                    | Mathis Le Berre        | 78°                    | 144                    | Sean Flynn             | 107°                   |
| 125                      | Tim Merlier              | 102°                     | 135                    | Daniel McLay           | NP7ª                   | 145                    | Chris Hamilton         | 42°                    |
| 126                      | Mauro Schmid             | NP7ª                     | 136                    | Luca Mozzato           | NP8ª                   | 146                    | Marius Mayrhofer       | R 5ª                   |
| 127                      | Bert Van Lerberghe       | 103°                     | 137                    | Andrij Ponomar         | 45°                    | 147                    | Kevin Vermaerke        | 27°                    |
| Team Jayco AlUla         | Team Jayco AlUla         | Team Jayco AlUla         | Lidl-Trek              | Lidl-Trek              | Lidl-Trek              | UAE Team Emirates      | UAE Team Emirates      | UAE Team Emirates      |
| N°                       | Ciclista                 | Clas.                    | N°                     | Ciclista               | Clas.                  | N°                     | Ciclista               | Clas.                  |
| 151                      | Matteo Sobrero           | 35°                      | 161                    | Mattias Skjelmose      | 1°                     | 171                    | Juan Ayuso             | 2°                     |
| 152                      | Felix Engelhardt         | 37°                      | 162                    | Filippo Baroncini      | 65°                    | 172                    | Sjoerd Bax             | 77°                    |
| 153                      | Welay Berhe              | 16°                      | 163                    | Julien Bernard         | 38°                    | 173                    | George Bennett         | NP5ª                   |
| 154                      | Chris Juul Jensen        | 79°                      | 164                    | Tony Gallopin          | 36°                    | 174                    | Alessandro Covi        | 84°                    |
| 155                      | Jan Maas                 | 33°                      | 165                    | Jacopo Mosca           | 72°                    | 175                    | Finn Fisher-Black      | 39°                    |
| 156                      | Kelland O'Brien          | 108°                     | 166                    | Quinn Simmons          | NP7ª                   | 176                    | Marc Hirschi           | NP7ª                   |
| 157                      | Callum Scotson           | 13°                      | 167                    | Edward Theuns          | 99°                    | 177                    | Jay Vine               | R 4ª                   |
| Israel-Premier Tech      | Israel-Premier Tech      | Israel-Premier Tech      | Lotto Dstny            | Lotto Dstny            | Lotto Dstny            | Q36.5 Pro Cycling Team | Q36.5 Pro Cycling Team | Q36.5 Pro Cycling Team |
| N°                       | Ciclista                 | Clas.                    | N°                     | Ciclista               | Clas.                  | N°                     | Ciclista               | Clas.                  |
| 181                      | Dylan Teuns              | 9°                       | 191                    | Lennert Van Eetvelt    | NP7ª                   | 201                    | Damien Howson          | 18°                    |
| 182                      | Jakob Fuglsang           | NP8ª                     | 192                    | Johannes Adamietz      | 62°                    | 202                    | Gianluca Brambilla     | R 2ª                   |
| 183                      | Reto Hollenstein         | 73°                      | 193                    | Cédric Beullens        | NP4ª                   | 203                    | Walter Calzoni         | 97°                    |
| 184                      | Hugo Houle               | 21°                      | 194                    | Pascal Eenkhoorn       | 58°                    | 204                    | Mark Donovan           | 41°                    |
| 185                      | Daryl Impey              | NP7ª                     | 195                    | Andreas Kron           | 82°                    | 205                    | Carl Fredrik Hagen     | 44°                    |
| 186                      | Krists Neilands          | NP7ª                     | 196                    | Sylvain Moniquet       | NP7ª                   | 206                    | Tobias Ludvigsson      | 75°                    |
| 187                      | Nick Schultz             | NP7ª                     | 197                    | Michael Schwarzmann    | 104°                   | 207                    | Nickolas Zukowsky      | 66°                    |
| TotalEnergies            | TotalEnergies            | TotalEnergies            | Tudor Pro Cycling Team | Tudor Pro Cycling Team | Tudor Pro Cycling Team |                        |                        |                        |
| N°                       | Ciclista                 | Clas.                    | N°                     | Ciclista               | Clas.                  |                        |                        |                        |
| 211                      | Peter Sagan              | 98°                      | 221                    | Yannis Voisard         | NP7ª                   |                        |                        |                        |
| 212                      | Maciej Bodnar            | 105°                     | 222                    | Jacob Eriksson         | NP7ª                   |                        |                        |                        |
| 213                      | Jérémy Cabot             | 81°                      | 223                    | Alexander Kamp         | NP7ª                   |                        |                        |                        |
| 214                      | Valentin Ferron          | 68°                      | 224                    | Arthur Kluckers        | NP7ª                   |                        |                        |                        |
| 215                      | Lorrenzo Manzin          | 106°                     | 225                    | Seb Reichenbach        | NP7ª                   |                        |                        |                        |
| 216                      | Daniel Oss               | 90°                      | 226                    | Joël Suter             | NP7ª                   |                        |                        |                        |
| 217                      | Paul Ourselin            | 52°                      | 227                    | Roland Thalmann        | NP7ª                   |                        |                        |                        |